# Villars-sur-Glâne
Villars-sur-Glâne là một đô thị trong huyện Sarine thuộc bang Fribourg ở Thụy Sĩ.